# Купа на европейските шампиони 1958/59
Купата на европейските шампиони 1958/59 е 4-то издание на турнира. 26 клубни отбора участват в него, в това число 25 национални шампиона от предходния сезон и испанският вицешампион Атлетико Мадрид, тъй като шампионът Реал Мадрид участва автоматично като носител на трофея от предходния сезон.
Участниците играят в чист турнирен формат със срещи на разменено гостуване (изключение: финала) за короната на европейския клубен футбол. При равенство след двете срещи, се изиграва трети мач на неутрален терен. Всички отбори освен Реал Мадрид, Улвърхамптън Уондърърс, ЦДНА София и ХПС Хелзинки започват в предварителния кръг.
Финалът се играе на 3 юни 1959 г. на „Некарщадион“ в Щутгарт пред 80 хиляди зрители. Това е повторение на най-първия финал – Реал Мадрид печели с 2:0 срещу „Стад Реймс“ и получава за четвърти път трофея. Голмайстор става Жюст Фонтен от „Стад Реймс“ с 10 попадения.

## Предварителен кръг
Първите срещи се състоят между 26 август и 1 октомври, а реваншите са между 9 септември и 8 октомври 1958 г.
|                 | Общ резултат |                   | 1-ви мач | 2-ри мач |
| --------------- | ------------ | ----------------- | -------- | -------- |
| Стандард Лиеж   | 6:3          | Хартс             | 5:1      | 1:2      |
| Бешикташ        | (1)          | Олимпиакос        |          |          |
| Йънг Бойс       | (1)          | Манчестър Юнайтед |          |          |
| Динамо Загреб   | 3:4          | Дукла Парага      | 2:2      | 1:2      |
| Жонес Еш        | 2:2          | Гьотеборг         | 1:2      | 1:0      |
| Ардс            | 3:10         | Стад Реймс        | 1:4      | 2:6      |
| Висмут          | 4:4          | Петролул Плоещ    | 4:2      | 0:2      |
| Атлетико Мадрид | 13:1         | Дръмкондра        | 8:0      | 5:1      |
| Полония Битом   | 0:6          | МТК Будапеща      | 0:3      | 0:3      |
| Шалке 04        | 5:5          | Копенхаген БК     | 5:2      | 0:3      |
| Ювентус Торино  | 3:8          | Виена             | 3:1      | 0:7      |
| ДОС Утрехт      | 4:6          | Спортинг Лисабон  | 3:4      | 1:2      |

### Трета среща
Срещите се състоят на 15, 12 и 1 октомври 1958 г.
|           | Резултат |                |
| --------- | -------- | -------------- |
| Гьотеборг | 5:1      | Жонес Еш       |
| Висмут    | 4:0      | Петролул Плоещ |
| Шалке 04  | 3:1      | Копенхаген БК  |

## 1. Кръг
Първите срещи се състоят между 29 октомври и 26 ноември, а реваншите са между 12 ноември и 3 декември 1958 г.
|                        | Общ резултат |               | 1-ви мач | 2-ри мач |
| ---------------------- | ------------ | ------------- | -------- | -------- |
| Спортинг Лисабон       | 2:6          | Стандард Лиеж | 2:3      | 0:3      |
| Виена                  | 3:2          | Дукла Прага   | 3:1      | 0:1      |
| МТК Будапеща           | 2:6          | Йънг Бойс     | 1:2      | 1:4      |
| Атлетико Мадрид        | 2:2          | ЦДНА София    | 2:1      | 0:1      |
| Гьотеборг              | 2:6          | Висмут        | 2:2      | 0:4      |
| Улвърхамптън Уондърърс | 3:4          | Шалке 04      | 2:2      | 1:2      |
| Реал Мадрид            | 3:1          | Бешикташ      | 2:0      | 1:1      |
| Стад Реймс             | 7:0          | ХПС Хелзинки  | 4:0      | 03:0(2)  |

### Трета среща
Срещата се състои на 18 декември 1958 г.
|                 | Резултат  |            |
| --------------- | --------- | ---------- |
| Атлетико Мадрид | 3:1 (сдв) | ЦДНА София |

## Четвъртфинал
Първите срещи се състоят между 4 февруари и 11 март, а реваншите са между 18 февруари и 18 март 1959 г.
|                 | Общ резултат |             | 1-ви мач | 2-ри мач |
| --------------- | ------------ | ----------- | -------- | -------- |
| Стандард Лиеж   | 2:3          | Стад Реймс  | 2:0      | 0:3      |
| Атлетико Мадрид | 4:1          | Шалке 04    | 3:0      | 1:1      |
| Виена           | 1:7          | Реал Мадрид | 0:0      | 1:7      |
| Йънг Бойс       | 2:2          | Висмут      | 2:2      | 0:0      |

### Трета среща
Срещата се състои на 1 април 1959 г.
|           | Резултат |        |
| --------- | -------- | ------ |
| Йънг Бойс | 2:1      | Висмут |

## Полуфинал
Първите срещи се състоят на 15 и 23 април, а реваншите са на 13 и 7 май 1959 г.
|             | Общ резултат |                 | 1-ви мач | 2-ри мач |
| ----------- | ------------ | --------------- | -------- | -------- |
| Йънг Бойс   | 1:3          | Стад Реймс      | 1:0      | 0:3      |
| Реал Мадрид | 2:2          | Атлетико Мадрид | 2:1      | 0:1      |

### Трета среща
Срещата се състои на 13 май 1959 г.
|             | Резултат |                 |
| ----------- | -------- | --------------- |
| Реал Мадрид | 2:1      | Атлетико Мадрид |

## Финал
| 3 юни 1959 |

| Реал Мадрид              | 2 – 0 | Стад дьо Реймс |
| ------------------------ | ----- | -------------- |
| Матеос 2' ди Стефано 47' |       |                |

| Некарщадион, Щутгарт 80 000 зрители Съдия: Алберт Душ |

| КЕШ 1958/59                |
| -------------------------- |
| Испания                    |
| Реал Мадрид Четвърта титла |